# (10260) 1972 TC
1972 تي سي (ويعرف أيضًا باسم (10260) 1972 تي سي وفق تسمية الكوكب الصغير) (بالإنجليزية: 1972 TC)‏ هو كويكب ضمن حزام الكويكبات؛ وترتيبه 10260 من حيث الاكتشاف.
اكتُشف هذا الجُرم الفلكي بواسطة لوبوش كوهوتك في 4 أكتوبر 1972.

## وصلات خارجية
- (10260) 1972 TC في قاعدة بيانات مختبر الدفع النفاث لأجرام النظام الشمسي الصغيرة

- الاكتشاف · مخطط المدار ·  العناصر المدارية · المعلمات المادية

- (10260) 1972 TC على موقع ويكي سكاي: DSS2, SDSS, GALEX, IRAS, Hydrogen α, X-Ray, Astrophoto, Sky Map, Articles and images